# American Midland Naturalist
American Midland Naturalist, (abreujat Amer. Midl. Naturalist), és una revista científica trimestral avaluada per experts sobre la història natural i que és editada als Estats Units. Va ser establert el 1909 per Julius Nieuwland amb el nom d'American Midland Naturalist; devoted to natural history, primarily that of the prairie states i està publicat per la Universitat de Notre Dame. Va ser precedida per Midland Naturalist. Notre Dame
Segons Journal Citation Reports, el 2013, la revista té un factor d'impacte de 0,621.